# Quadricicle a pedals

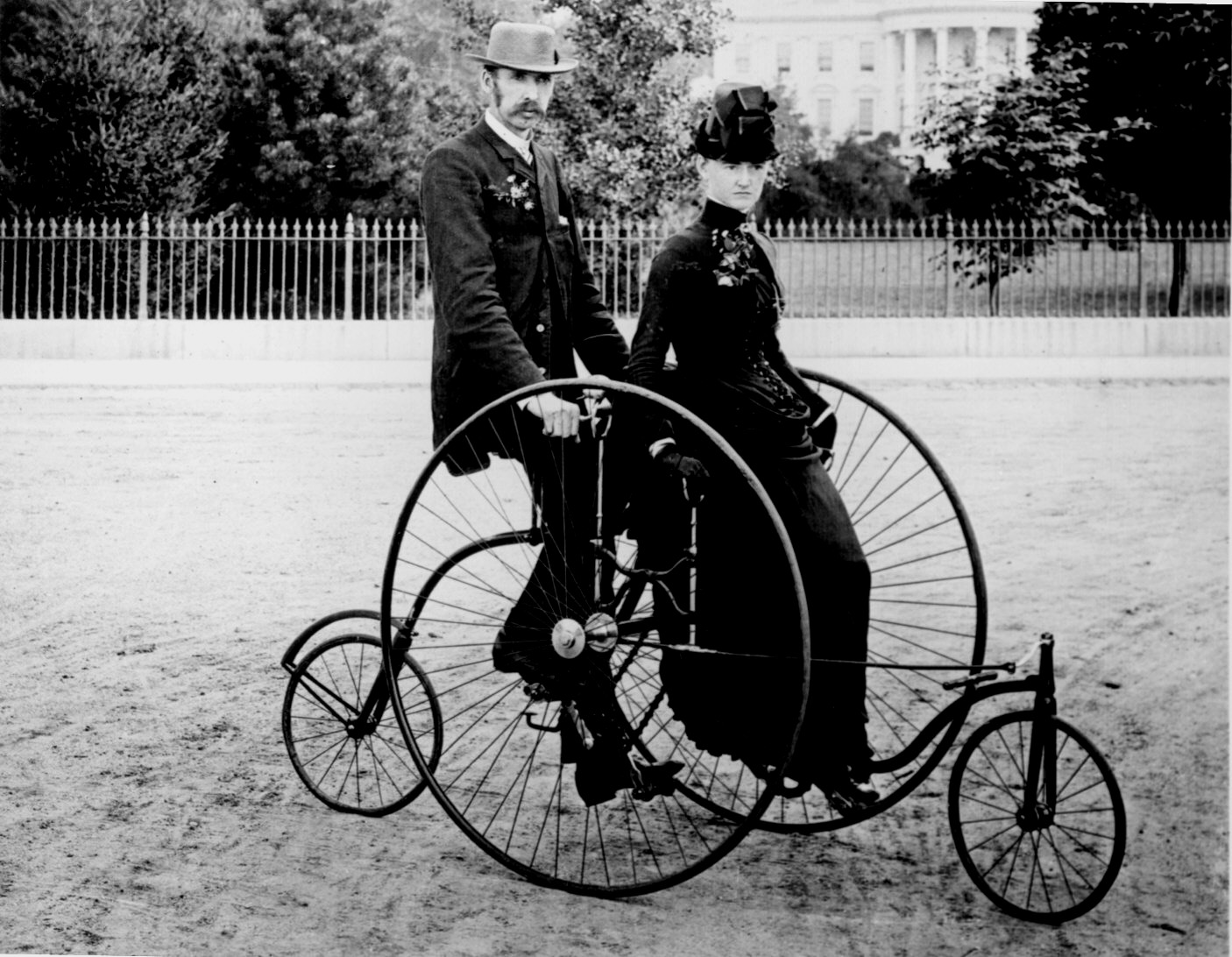
Quadricicle amb disposició de rombe (1886).

El quadricicle és un vehicle de quatre rodes a pedals.
Els primers cotxes de vapor experimentals es van denominar quadricicles a vapor, i alguns dels primers cotxes de combustió interna es van denominar quadricicles a motor. Els termes automòbil i cotxe es van fer universals, suplantant aquest ús.
En l'actualitat els quadricicles es fabriquen amb finalitats lúdiques per a parcs d'atraccions o tasques de manteniment de línies de ferrocarril (dresina).
Això no obstant, a causa de l'encariment dels combustibles, hi ha empreses més agosarades que intenen produir vehicles alternatius a l'automòbil amb propulsió humana.
Avui dia, el quadricicle a pedals (QAP) és un vehicle de passeig urbà que permet circular en forma recreativa per un poble o ciutat.
Hi ha diferents models segons la quantitat de places, si bé els més comuns són de dues i de quatre, però també n'hi ha monoplaces. Aquest tipus de vehicle posseeix una estabilitat superior a d'altres enginys a pedals perquè s'assenta sobre dos eixos i quatre rodes. A l'hora de conduir-los, en general, el conductor va assegut i estén els peus fins als pedals, mentre que en les bicicletes el conductor va muntat sobre el quadre i trepitja els pedals, i en els trike la posició és semi-ajagut per arribar a l'eix dels pedals.

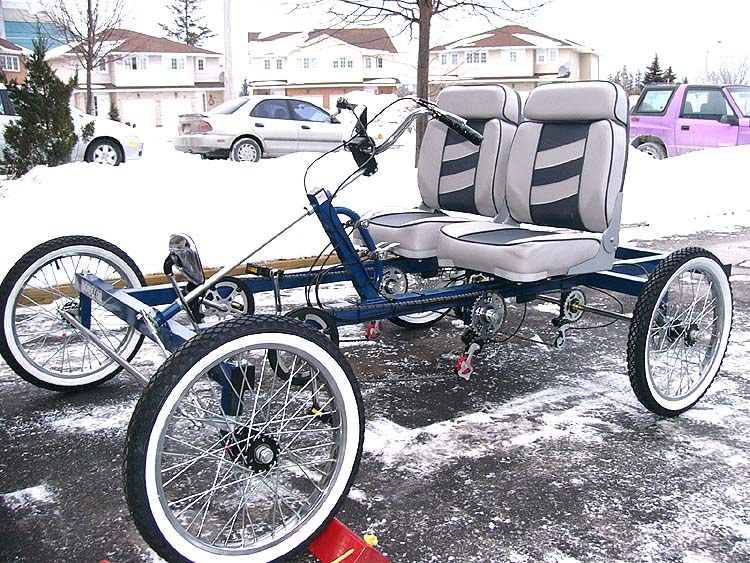
Un quadricicle estacionat a Ottawa, Ontario.

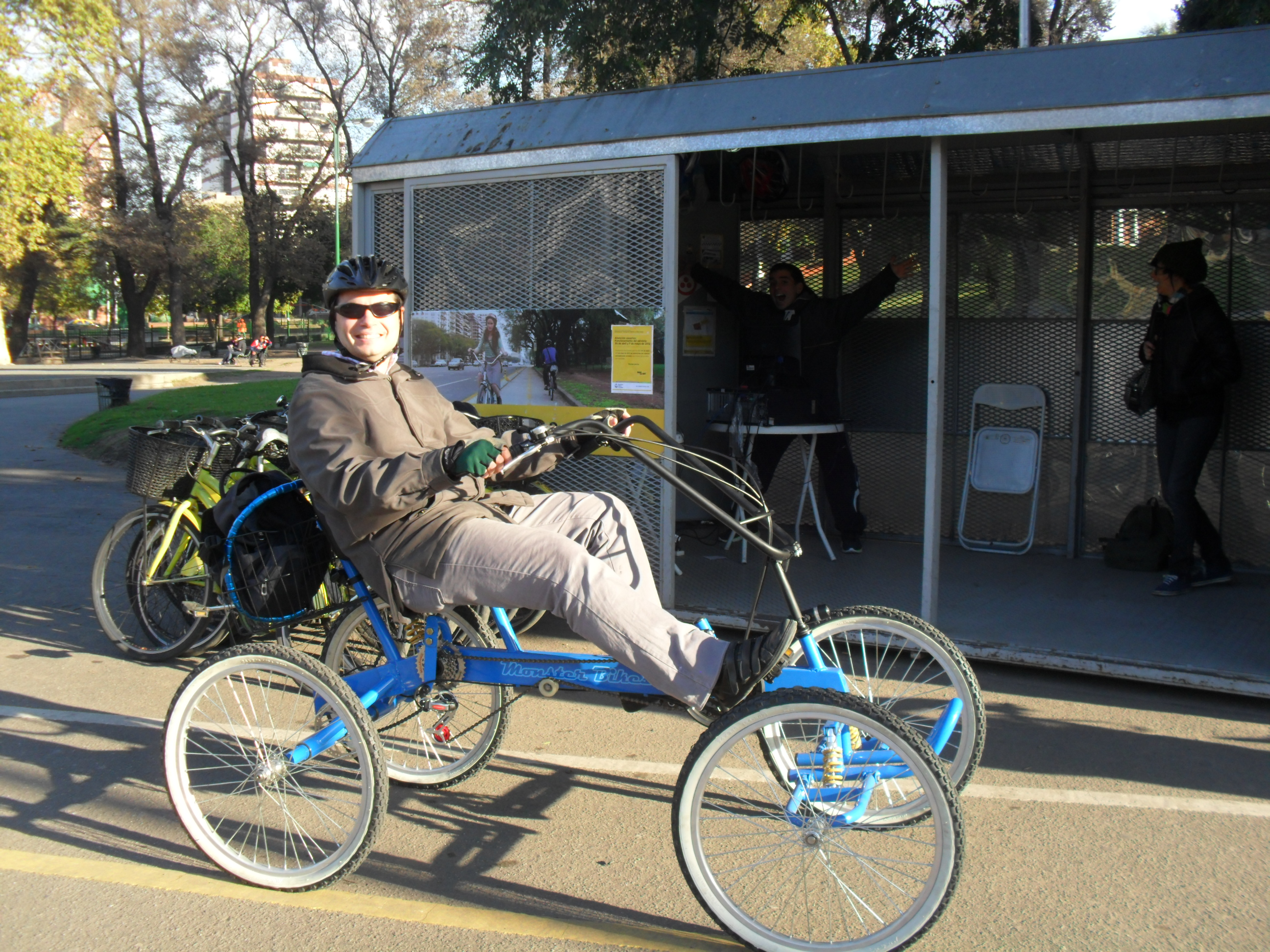
Un quadricicle a pedals a Buenos Aires, Argentina (2012).

No hi ha consens entre els diferents fabricants i usuaris pel que fa a la denominació que cal donar als vehicles de quatre rodes moguts amb pedals.
Els noms més comuns són cotxes de pedals, karts de pedals, bici-cotxes, quad de pedals, quadricicles a pedals, bicicletes de quatre rodes o quadricicles. També es coneixen pel seu nom en anglès go-kart. En espanyol s'anomena cuatriciclo i en francès rosalie.

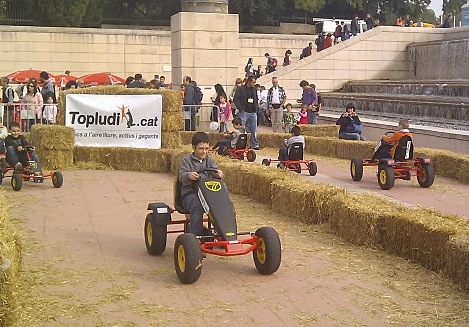
Cotxe de pedals en un circuit per a nens a Barcelona, Catalunya (2010).

## Fabricants
- International Surrey Company, offering surreys designed specifically for the rental industry
- The Rhoades Car
- Champiot, Rowed quadracycles with linkage drive train Arxivat 2020-02-06 a Wayback Machine.
- Rowbike, The maker of the 420 Crewzer
- List of Manufacturers
- Cotxes de pedals de Berg Toys